# Black and White Records
Pour les articles homonymes, voir Black and White.
Black and White Records est un label discographique américain de blues, actif dans les années 1940. Ralph Bass était le directeur de l'enregistrement. Le nom a été choisi pour indiquer que des musiciens noirs et blancs étaient signés sur le label,,,,.

## Histoire
Black & White Records est fondé en 1943 par Les Schreiber (1901-1965), et était situé au 2117 Foster Avenue, Brooklyn, New York. La société a d'abord publié des enregistrements d'Art Hodes et de Cliff Jackson.
En 1945, Paul Reiner (né le 6 décembre 1905 en Hongrie et décédé le1er février 1982 à Los Angeles) et son épouse, Lillian (née Drosd le 28 avril 1908 dans le Massachusetts et décédée le 4 septembre 1982 à Los Angeles), achètent la société, la déplacent à Los Angeles et engagent Ralph Bass comme directeur de l'enregistrement. Peu après, Schreiber travaille pour Swan Records mais quitte Swan vers octobre 1946 Paul Reiner est président, sa femme est vice-présidente, Samuel Madiman est trésorier et Larry Newton est directeur des ventes.
Bass supervise deux des disques les plus importants de l'évolution du rock 'n' roll : Stormy Monday de T-Bone Walker (1946) et un succès rare, Open the Door, Richar de Jack McVea (1947). En 1948, Bass quitte Black & White pour lancer Bop Records.

## Artistes
Les principaux artistes du label sont : T-Bone Walker, Roosevelt Sykes , Helen Humes, Lena Horne, et Jack McVea.